# Nöel Lerebours
Noël Marie Paymal Lerebours, editor y óptico francés (1807-1873) tuvo la brillante idea de publicar en diversas entregas durante los años 1840 y 1844, un álbum de litografías sacadas de daguerrotipos, bajo el título de Excursiones daguerrianas, compuesto de ciento catorce vistas captadas en los cuatro continentes por fotógrafos contratados y enviados al efecto. Los temas recogidos eran completados por el grabador con nubes, personajes, barcos, carruajes y animales.
La publicación tuvo un gran éxito comercial lo que provocó su enriquecimiento personal.
Lerebours vendió equipamiento fotográfico y enseñó el proceso fotográfico a un gran número de intrépidos daguerrotipistas. Envió a sus alumnos a exóticos lugares alrededor del mundo, donde éstos pudieron capturar imágenes para Lereborus. También aceptó vistas de daguerrotipistas independientes llegando a reunir una colección de 1200 placas.

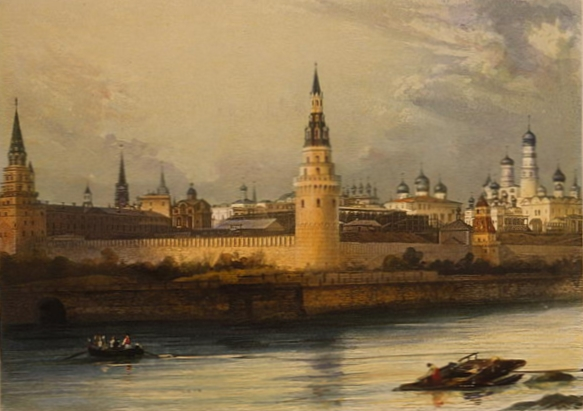
Nöel Lerebours

En 1851, fue uno de los fundadores de la primera sociedad fotográfica Société Héliographique.
Se retiró en 1855. Falleció en Neuilly-sur-Seine.

## Obra

### Algunas publicaciones
- Description des microscopes achromatiques simplifiés (1839)
- Excursions daguerriennes : vues et monuments les plus remarquables du globe (2 v. 1840-1844)
- Derniers perfectionnements apportés au daguerréotype, con Marc Antoine Gaudin (1841)
- Traité de photographie, derniers perfectionnements apportés au daguerréotype (4 ed. 1843)

--- A treatise on photography
- Instruction pratique sur les microscopes, contenant la description des microscopes achromatiques simplifés (3ª ed. 1846)
- De l'Emploi des lunettes pour la conservation de la vue (1861)